# Clara Haesaert
Clara Haesaert (Hasselt, 9 maart 1924 – 15 september 2018 ) was een Vlaamse dichteres.

## Levensloop
Na haar studie was Haesaert werkzaam als ambtenaar bij het Ministerie van Nationale Opvoeding en Nederlandse Cultuur. In die functie zette ze zich in voor bibliotheekvoorzieningen en de kwaliteit van jeugdboeken. Haar debuut kwam in 1953 met de gedichtenbundel De overkant, waarna diverse andere bundels verschenen. Haesaert was medeoprichtster en redacteur van het tweemaandelijks tijdschrift De Meridiaan. Tevens was zij oprichtster van de Brusselse Galerie Taptoe. Zij organiseerde of zette zich mee in voor tal van evenementen, zoals Middagen van de Poëzie, de Jeugdboekenweek en Het Beschrijf. Zij was ook medeoprichter van het Haiku-centrum Vlaanderen. Het haikutijdschrift Vuursteen dankt zijn naam aan haar vindingrijkheid.
Mark Maes stelde in 1993 met Levenslang het vermoeden een bloemlezing samen uit Clara Haesaerts poëzie uit de jaren 1953 en 1993.

## Werken
- De overkant (1953)
- Omgekeerde volgorde (1961)
- Onwaarschijnlijk recht (1967)
- Spel van vraag en aanbod (1970)
- Met terugwerkende kracht (1977)
- Medeplichtig (1981)
- Bevoorrechte getuige (1986)
- Levenslang het vermoeden (1993)
- Voorbij de laatste vijver (1995)